# Emilie von Berlepsch

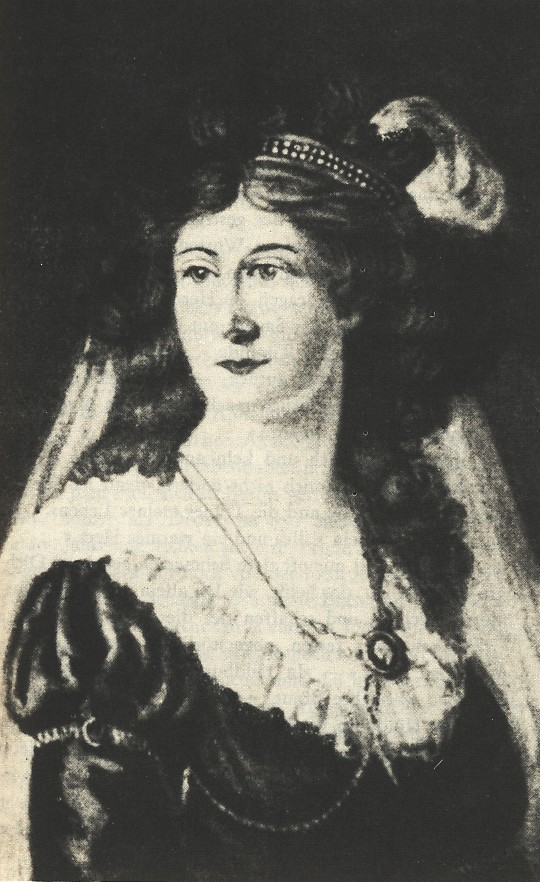
Emilie von Berlepsch (Gemälde von V. Sonnenschein)

Dorothea Friderika Aemilia von Berlepsch (geb. von Oppel; * 26. November 1755 in Gotha; † 27. Juli 1830 in Lauenburg) war eine deutsche Schriftstellerin und zeitige Verteidigerin der Rechte der Frau. Sie schrieb Lyrik, Essays, Reiseliteratur und ein Theaterstück, war eine enge Freundin Johann Gottfried Herders und kurzzeitige Verlobte des Schriftstellers Jean Paul.

## Leben

### Erste Ehe und Beginn als Schriftstellerin
Emilie von Berlepsch wurde 1755 als Tochter des Vizekanzlers und späteren Kanzlers zu Sachsen-Altenburg und Sachsen-Gotha und württembergischen Geheimen Rats und Gouverneurs der Grafschaft Mömpelgard, Carl Georg August von Oppel (1725–1760), und dessen Ehefrau Amalie geb. Gräfin Dönhoff in Gotha geboren. Im Jahr 1771 heiratete sie den hannoverschen Juristen und Landschaftsrat Friedrich Ludwig von Berlepsch. Der Ehe entstammen die Töchter Caroline, Luise und der Sohn Friedrich Carl Emil. Von 1793 bis 1795 lebte Emilie von Berlepsch in der Schweiz. 1795 reichte sie die Scheidung von ihrem Ehemann ein, mit dem sie in den Jahren der Ehe nur eine kurze Zeit zusammengelebt hatte. Friedrich Ludwig von Berlepsch heiratete daraufhin im selben Jahr ihr Kammermädchen Anna Dorothea Helene Siever.
Bereits in den 1780er Jahren war Emilie von Berlepsch als Schriftstellerin in Erscheinung getreten. Sie veröffentlichte zuerst anonym Reiseberichte in Zeitschriften und später Gedichte im Göttinger Musenalmanach. Ihr erstes größeres Werk war die Sammlung kleiner Schriften und Poesien, von denen 1787 der erste und einzige Band erschien. Im Jahr 1791 sorgte ihr Werk Über einige zum Glück der Ehe nothwendige Eigenschaften und Grundsätze für Aufsehen, in dem sie über Liebe, Ehe und das Selbstverständnis der Frau reflektiert:

„Wir müssen alleine stehen lernen! Wir müssen unsere Denkart, unsern Character in unsern eignen Augen so ehrwürdig machen, daß uns das Urtheil andrer in unserem geprüften und gerechten Urtheil über uns selbst nicht irre machen kann.“

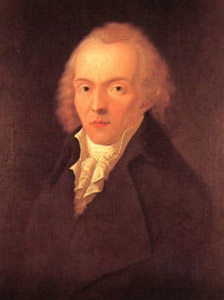
Jean Paul um 1798 zur Zeit der Verlobung mit Emilie von Berlepsch.

Sie setzte sich so lange vor dem Beginn der ersten Frauenbewegung Ende des 19. Jahrhunderts für die weibliche Unabhängigkeit in der Ehe und die Errichtung einer autonomen weiblichen Kultur ein. Aufgrund dessen wurde sie ein Vorbild für die emanzipierte Gräfin Linda de Romeiro in Jean Pauls Roman Titan.
In den Monaten nach der Scheidung von ihrem Mann lebte Emilie von Berlepsch abwechselnd in Hannover, Göttingen und Weimar. Im Jahr 1797 folgte ein kurzer Aufenthalt in Dresden und in Franzensbad, wo sie mit Jean Paul zusammentraf, den sie bereits seit einigen Monaten kannte. Sie folgte ihm mit Heiratsabsichten nach Leipzig. Eine Verlobung mit Jean Paul fand zwar im Januar 1798 statt, wurde jedoch schon im Folgemonat wieder gelöst.

### Aufenthalt in der Schweiz und dieBemerkungen
Emilie von Berlepsch lebte in den folgenden Monaten in der Schweiz. Die Besetzung des Landes durch Frankreich im Jahr 1799 veranlasste sie zu ihrer Schrift Einige Bemerkungen zur richtigen Beurtheilung der erzwungenen Schweizer-Revolution und Jacques Mallet-du-Pans Geschichte derselben, mit der sie literarisch gegen die politischen Ereignisse vorging. Jean Paul nannte ihr Werk das Beste in deutscher Sprache und Seele, was je eine Deutsche geschrieben hat. Aufgrund der politischen Veränderungen schwor Emilie von Berlepsch, keinen Fuß mehr auf Schweizer Boden zu setzen, bis nicht die Besetzung vorbei wäre. Sie verließ die Schweiz und ging noch 1799 nach Schottland.

### Aufenthalt in Schottland undCaledonia

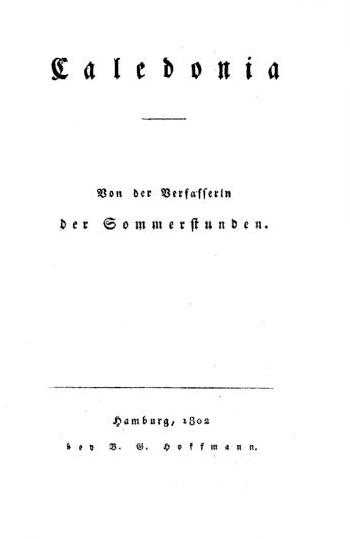
Deckblatt der Erstausgabe von Caledonia, 1802.

In den Jahren 1799 bis 1800 unternahm Emilie von Berlepsch eine Reise nach Schottland. Sie wurde dabei teilweise von dem Geistlichen James Macdonald begleitet, der ein Vertrauter Christoph Martin Wielands und ihres guten Freundes Herder war. Den Winter 1799 verbrachten beide in Edinburgh, im Sommer bereisten sie die Highlands. Die Reise wurde der Anlass für Emilie von Berlepschs wichtigstes Werk Caledonia, das als erste Beschreibung Schottlands durch eine deutsche Schriftstellerin überhaupt gilt. Es erschien in den Jahren 1802 bis 1804 in vier Bänden. Die Reisebeschreibungen sind durchsetzt mit persönlichen Empfindungen der Autorin, enthalten ihre lange Auseinandersetzung mit Mary Wollstonecraft, und wurden stark von den Schriften des schottischen Poeten Robert Burns und den Gesängen Ossians beeinflusst, deren Übersetzung Emilie von Berlepsch plante, jedoch nicht umsetzte.
Caledonia ist Johann Gottlieb Herder, der Burns’ Werke und den Ossian sehr schätzte, gewidmet. Als Vertrauter der Autorin las er eine Erstfassung des Werkes noch vor der Veröffentlichung. Caledonia erschien schließlich mit der Angabe „Von der Autorin der Sommerstunden“ ohne zusätzliche Autornennung – eine für die damalige Zeit übliche Art der Veröffentlichung von Autorinnen. Noch 1995 wurde das Werk als eine der wichtigsten Beschreibungen Schottlands in deutscher Sprache bezeichnet, auch wenn es schon im 19. Jahrhundert in der Folge der Schriften Walter Scotts durch andere Reiseerzählungen in Vergessenheit geriet.

### Zweite Ehe und Leben in der Schweiz
Während ihres Aufenthalts in Schottland hatte Emilie von Berlepsch ihren Begleiter James Macdonald umworben, der jedoch eine Heirat mit ihr ablehnte. Sie kehrte enttäuscht nach Deutschland zurück, wo sie am 5. Juni 1801 den Amts- und Domänenrat August Heinrich Ludwig Harms in Redefin bei Schwerin heiratete. Drei Jahre später reisten beide in die Schweiz und lebten in der Nähe von Bern. Ihr Weingut Mariahalden bei Erlenbach am Zürichsee, das sich das Paar 1806 gekauft hatte, wurde in den folgenden Jahren zu einem kulturellen Treffpunkt, u. a. verkehrte hier der französische Staatsmann Talleyrand. Nach finanziellen Problemen kehrte Emilie von Berlepsch mit ihrem Mann 1813 nach Deutschland zurück und lebte in Mecklenburg, Hannover, Schwerin und Lauenburg. Der Verkauf von Mariahalden erfolgte 1817, die letzten Lebensjahre Emilie von Berlepsch waren von Armut geprägt.
Der Biograf Carl Wilhelm Otto August von Schindel nannte Emilie von Berlepsch 1823 zusammenfassend eine von Seiten des Herzens und Geistes achtungswürdige Frau, die zu den geistreichsten und gebildetsten Schriftstellerinnen Deutschlands gehört, sowohl in ihren prosaischen als dichterischen Werken.

## Werke
- Drei Theaterreden (ersch. in Heinrich August Ottokar Reichardts Theaterkalender auf das Jahr 1785)
- Sammlung kleinerer Schriften und Poesien. (Darin enthalten ihr einziges Drama Eginhard und Emma.) Dieterich, Göttingen 1787.
- Gedichte (ersch. im Göttinger Musenalmanach; 1791)
- Über einige zum Glück der Ehe nothwendige Eigenschaften und Grundsätze (ersch. in Der Neue Teutsche Merkur; 1791)
- Sommerstunden. 1. Band. (Gedichte.) Orell, Gessner Füssli, Zürich 1794. (Digitalisat)
- Einige Bemerkungen zur richtigern Beurtheilung der erzwungenen Schweizer-Revolution und Mallet du Pans Geschichte derselben. Dyk, Leipzig 1799. (Digitalisat)
- Fantasieen auf einer Reise durch Gegenden des Friedens. Hehring, Hannover 1799, (Digitalisat).
- Caledonia (1802–1804)